# 뮌헨 필하모니 관현악단

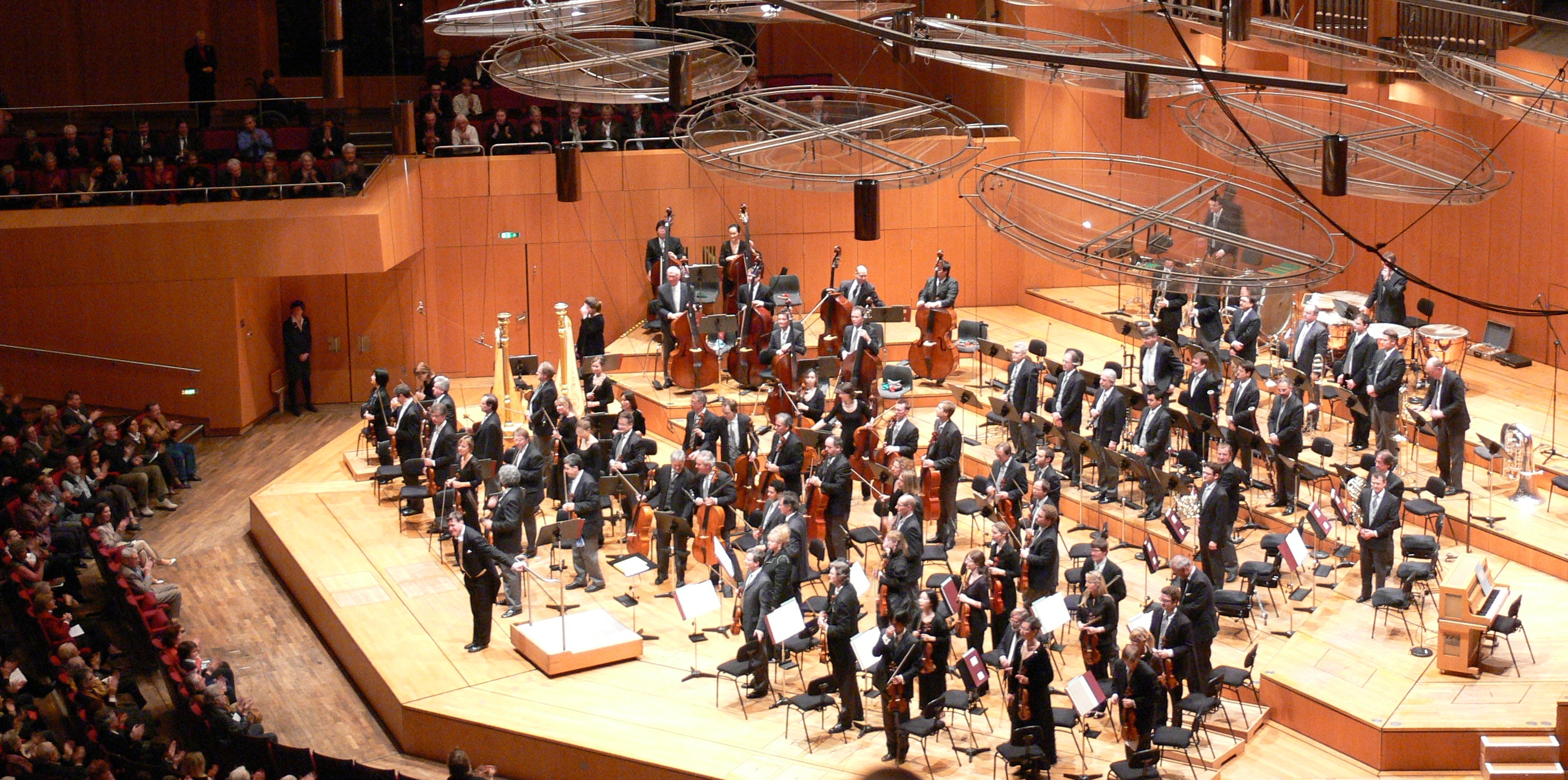

뮌헨 필하모닉 오케스트라(독일어: Münchner Philharmoniker)은 독일의 대표적인 관현악단이다. 바이에른 방송국 소속인 바이에른 방송 교향악단, 국립 관현악단인 바이에른 국립 관현악단과 함께 뮌헨을 근거지로 하고 있으며, 시립 관현악단의 역할을 수행하고 있다.

## 역사
1893년 오스트리아 출신의 음악애호가인 프란츠 카임이 뮌헨에서 창단한 사설 관현악단인 '카임 관현악단(Kaim-Orchester)' 이 시초로, 2년 뒤에는 뮌헨 톤할레의 상주 관현악단이 되었다. 초대 상임 지휘자는 1893년 10월 13일에 창단 공연을 지휘했던 한스 빈더슈타인이었고, 이어 헤르만 춤페와 페르디난트 뢰베, 펠릭스 바인가르트너가 차례로 직책을 계승했다. 특히 뢰베와 바인가르트너는 베토벤과 브루크너 등 독일계 전통 레퍼토리들을 집중적으로 다루어 고정 레퍼토리로 확립시켰다. 말러도 객원 지휘자로 자주 등장해 교향곡 제4번과 제8번을 초연하기도 했다.
그러나 1900년대부터는 심각한 재정난에 직면하게 되었고, 결국 1908년 창단자였던 카임이 악단 운영에서 손을 떼면서 이름도 '뮌헨 연주협회 관현악단'으로 바꾸었다. 개칭과 동시에 뢰베를 다시 상임 지휘자로 초빙했고, 뢰베는 1차 세계대전 직전인 1914년까지 직책을 유지했다. 대전 중에는 상임 지휘자 없이 객원 지휘에 의존했고, 전후인 1919년에 한스 피츠너가 상임 지휘자로 취임했으나 단기간 재임에 그쳤다.
피츠너의 후임으로는 지크문트 폰 하우제거가 임명되었고, 브루크너의 교향곡을 기존의 제자 개찬판이 아닌 자필보에 충실한 편집으로 재간행한 원전판 연주의 보급에 크게 이바지했다. 1928년에는 현재의 이름으로 최종 개칭했다.
1933년에 나치스 집권 후 악단의 성향도 친나치스로 기울었고, 1938년에는 하우제거의 후임으로 열렬한 나치스 지지자인 오스발트 카바스타가 상임 지휘자로 부임했다. 전쟁 중에는 나치스의 국책 관현악단 중 하나로 인정받아 활동할 수 있었으나, 1944년 전황의 악화로 인해 활동 정지 조치를 당했다. 상주 공연장이었던 톤할레도 폭격으로 파괴되었고, 전후 미군정의 허가를 받고 새로 부임한 상임 지휘자였던 한스 로스바우트의 지휘로 뮌헨 대학 강당 등에서 연주회를 속개했다. 카임 관현악단 시절 공식 데뷔 무대를 가졌던 빌헬름 푸르트벵글러도 종종 객원 지휘자로 출연해 공연 수익금을 악단에 기부하기도 했다.
로스바우트의 후임으로는 프리츠 리거와 루돌프 켐페가 차례로 상임 지휘자 직책을 맡았고, 1979년 세르주 첼리비다케가 상임 지휘자에 부임하면서 악단의 명성이 급상승했다. 첼리비다케는 엄격하고 까다로운 리허설과 상업적인 녹음 거부, 돌발적인 언행 등으로 악명이 높았으나, 악단의 연주력과 표현력을 끊임없이 연마해 세계적인 수준으로 향상시키는 데 성공했다.
첼리비다케가 1996년에 타계한 뒤에는 3년 동안 객원 지휘 체제로 운영되다가 1999년 제임스 리바인이 창단 후 최초의 미국인 상임 지휘자로 부임했고, 레바인은 2004년에 보스턴 교향악단으로 옮길 때까지 직책을 유지했다. 그 후임으로는 크리스티안 틸레만이 임명되었으며 틸레만의 부임과 동시에 악단의 객원 지휘를 자주 맡았던 주빈 메타가 계관 지휘자 칭호를 수여받기도 했다. 크리스티안 틸레만은 2011년 임기를 끝으로 드레스덴 국립 관현악단의 상임지휘자로 자리를 옮기게 되었으며, 로린 마젤이 2012년부터 3년 계약으로 상임지휘자직을 맡았다. 그러나 2014년에 마젤의 건강이 급격히 악화되면서 그 해 뮌헨 필하모닉 상임지휘자직을 사임하였고, 마젤은 얼마 지나지 않은 같은 해 7월 14일에 타계하였다.
이후 런던 교향악단의 수석지휘자였던 발레리 게르기예프가 2015년부터 뮌헨 필하모닉의 상임지휘자로 부임하여 지금에 이르고 있다.

## 상주 공연장과 주요 활동
2차대전으로 톤할레가 파괴된 후 레지덴츠 궁전에 있는 헤르쿨레스잘과 독일 박물관 회의장 등을 공연장으로 사용했으나, 1985년에 가스타이크 필하모니가 완공되면서 상주 악단이 되었다. 리거 재임기까지는 주로 바이에른 지방 내에서 유명한 악단이었으나, 켐페가 이어받은 후 녹음 활동을 적극적으로 시작하면서 유명세를 얻기 시작했다. 켐페의 후임으로 부임한 첼리비다케는 공식적인 상업 녹음을 거의 하지 않았으나, 바이에른 방송을 중심으로 연주회 중계가 활성화되면서 그 음원을 무단으로 복제한 해적판까지 만들어지는 등 화제를 불러일으켰다.
첼리비다케는 만년에 소니 클래시컬이 영상물 형태로 브루크너 교향곡 6-8번을 제작하는 데 동의했고, 제작된 영상물은 LD와 비디오 테이프 등으로 유통되었다. 첼리비다케 사후 아들의 허락을 받아 EMI에서 방송 실황 음원을 토대로 공식 CD 세트들을 출반했으며, 특히 브루크너 교향곡의 녹음들은 극단적으로 느린 템포와 투명한 음향으로 화제가 되었다. 후임인 레바인은 욈스 클래식스에 음반들을 취입했으며, 최초로 미국 작곡가들의 작품을 악단의 음반 목록에 포함시켰다. 틸레만은 전속 음반사인 도이체 그라모폰에서 실황 녹음 위주로 음반 작업을 진행하고 있다.
상임 지휘자들 외에도 한스 크나퍼츠부슈가 브루크너 작품을 중심으로 몇 종류의 스튜디오 녹음과 실황 녹음을 남겼으며, 귄터 반트의 방송 음원도 헨슬러 등에서 발매되고 있다. 하우제거와 카바스타 재임기에 제국 방송에서 만든 방송용 녹음들도 프라이저와 뮤직 앤 아츠 등에서 복각되어 발매되었다.
정기 연주회 외에도 악단원들의 실내악 연주회와 오데온 광장 야외 연주회, 청소년 음악회와 어린이 음악회도 열리고 있으며, 부정기적으로 공개 리허설도 행하고 있다.

## 역대 상임 지휘자
- 한스 빈더슈타인 (1893-1895)
- 헤르만 춤페 (1895-1897)
- 페르디난트 뢰베 (1897-1898, 1908-1914)
- 펠릭스 바인가르트너 (1898-1905)
- 게오르크 슈네보익트 (1905-1908)
- 한스 피츠너 (1919-1920)
- 지크문트 폰 하우제거 (1920-1938)
- 오스발트 카바스타 (1938-1944)
- 한스 로스바우트 (1945-1948)
- 프리츠 리거 (1949-1966)
- 루돌프 켐페 (1967-1976)
- 세르주 첼리비다케 (1979-1996)
- 제임스 레바인 (1999-2004)
- 크리스티안 틸레만 (2004-2011)
- 로린 마젤 (2012-2014)
- 발레리 게르기예프 (2015-)

## 참조
1. ↑  “Valery Gergiev wird neuer Chefdirigent작품명=BR Klassik”. 2013년 1월 23일.